# Glace à la vanille
Pour les articles homonymes, voir Glace (homonymie) et Vanille (homonymie).
La glace à la vanille ou crème glacée à la vanille est une crème glacée aromatisée à la vanille, une des saveurs de base les plus populaires et répandues avec le chocolat.

## Histoire
La glace aromatisée est connue en Europe depuis l'Antiquité gréco-romaine, et la vanille est importée au XVe siècle du Mexique en Espagne, puis en Europe, par les conquistadors espagnols au moment de la découverte et exploration de l'Amérique.  

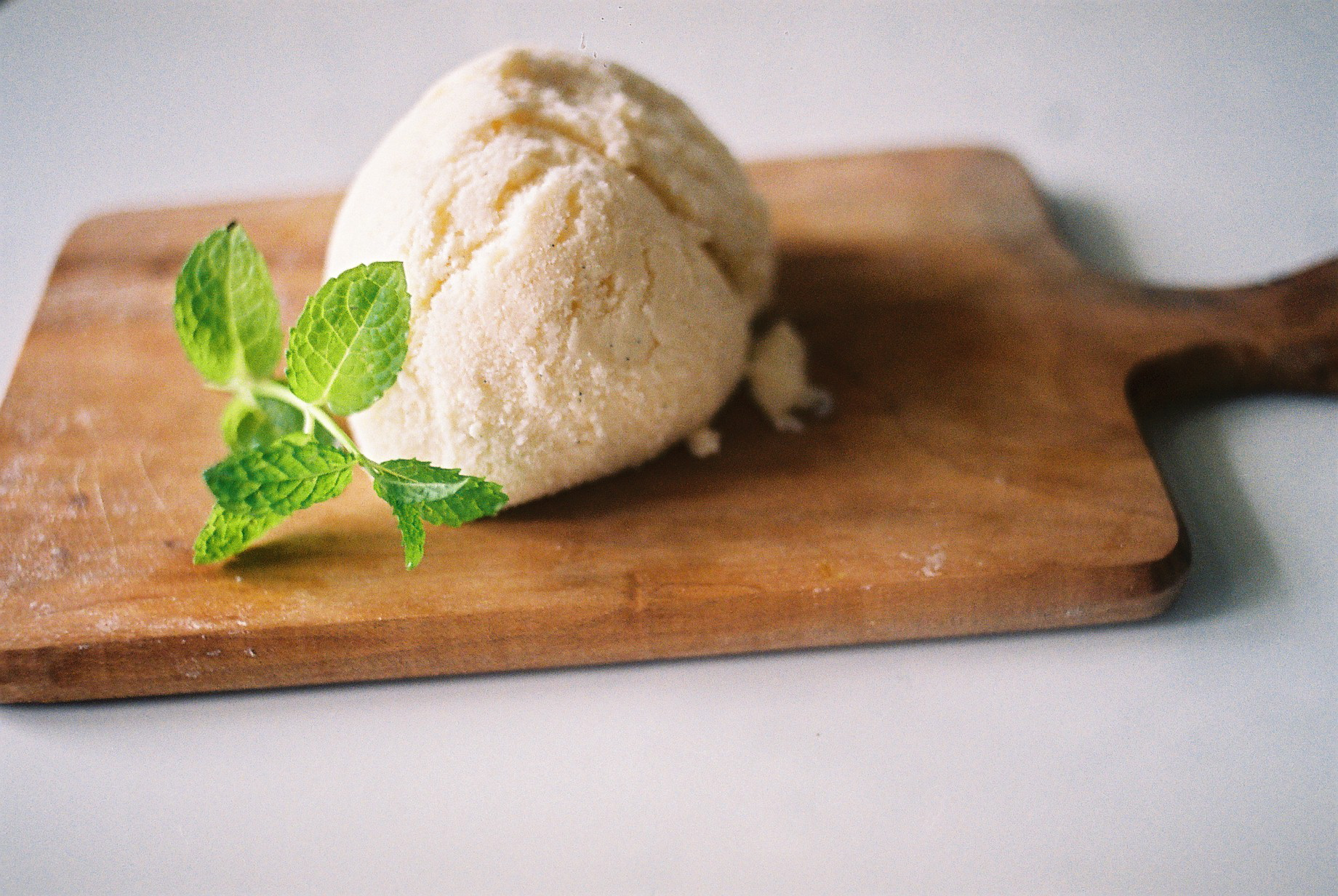
Avec de la menthe
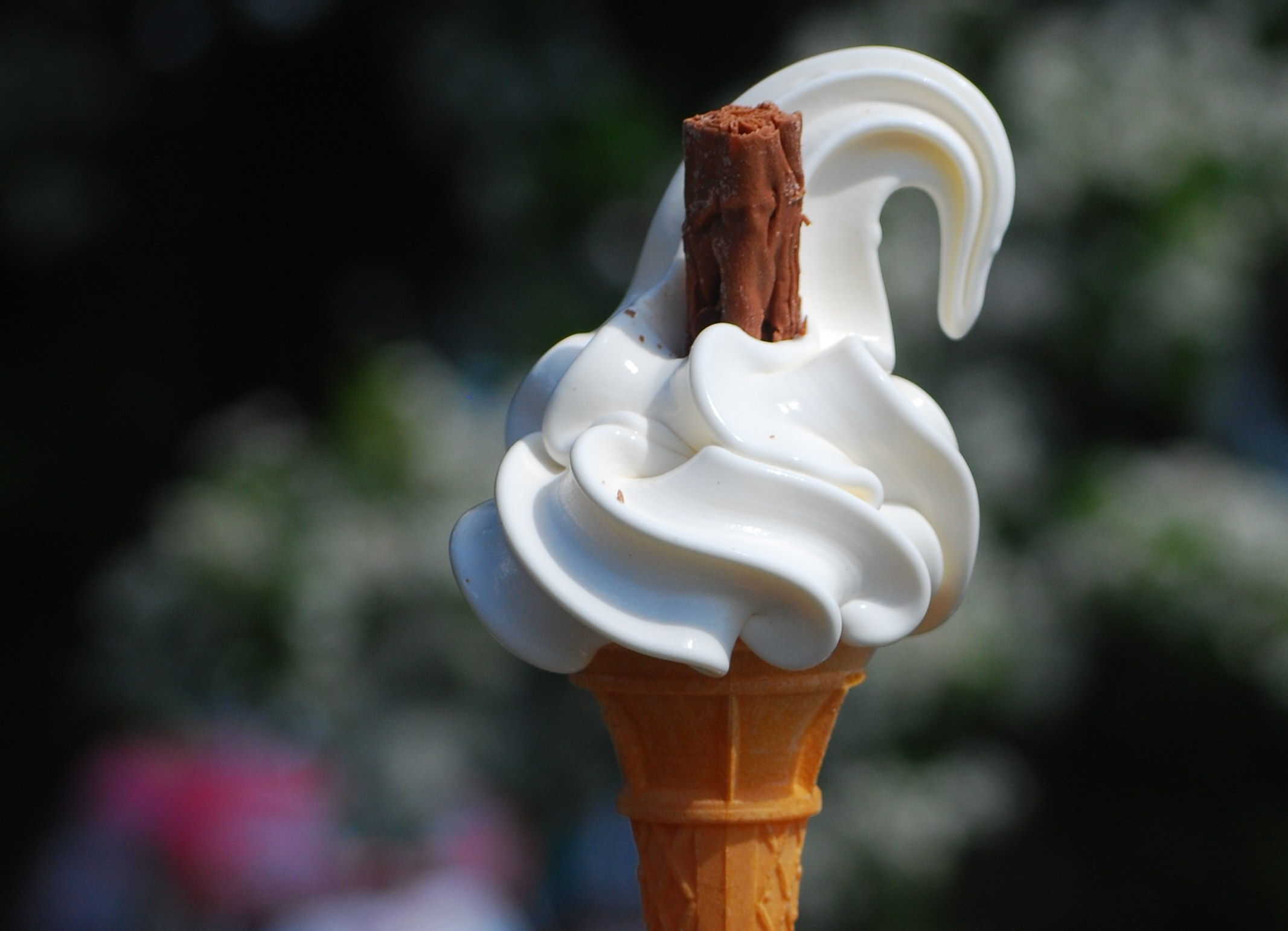
Cornet à glace
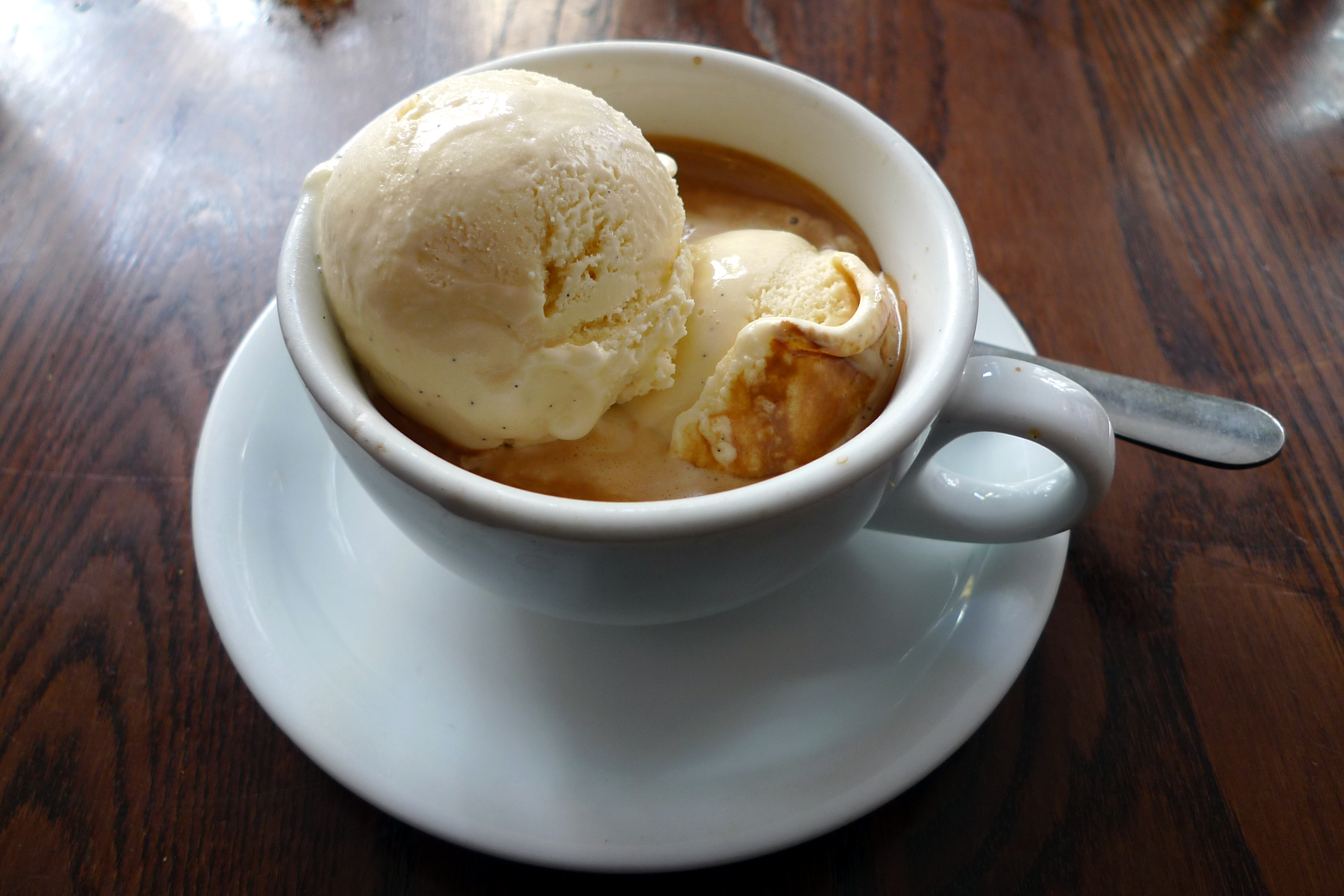
Affogato (avec un expresso)

La crème glacée à la vanille est généralement consommée dans un bol, une coupe, en cornet à glace, ou glace à l'italienne, ou peut intégrer ou accompagner de nombreuses recettes de desserts, dont l'affogato (avec un expresso), le café glacé, le café liégeois, la tranche napolitaine, la crêpe Suzette, la dame blanche, la pêche Melba, l'omelette norvégienne, de poire Belle-Hélène, ou le banana split...

Quelques variantes
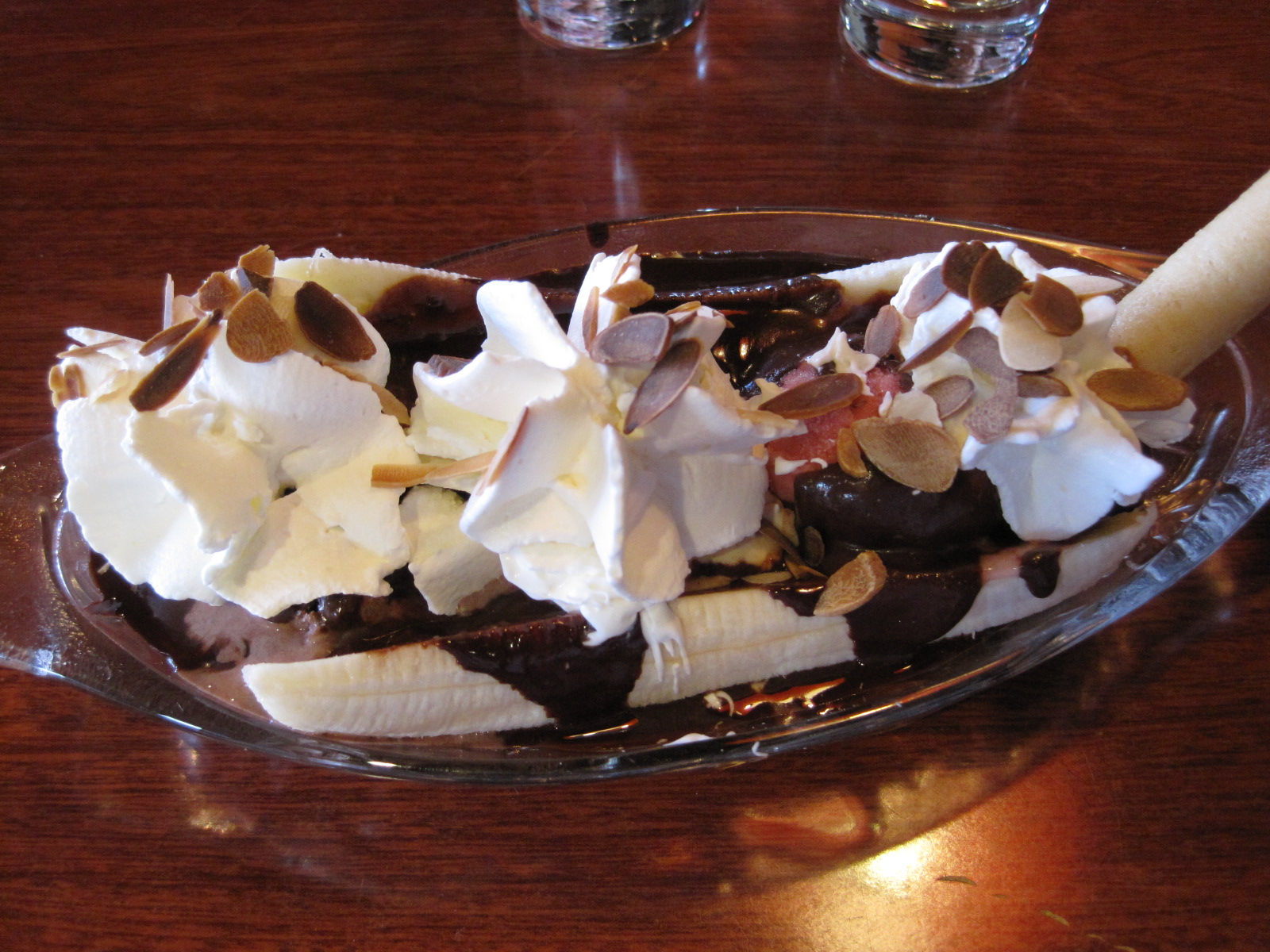
Banana split
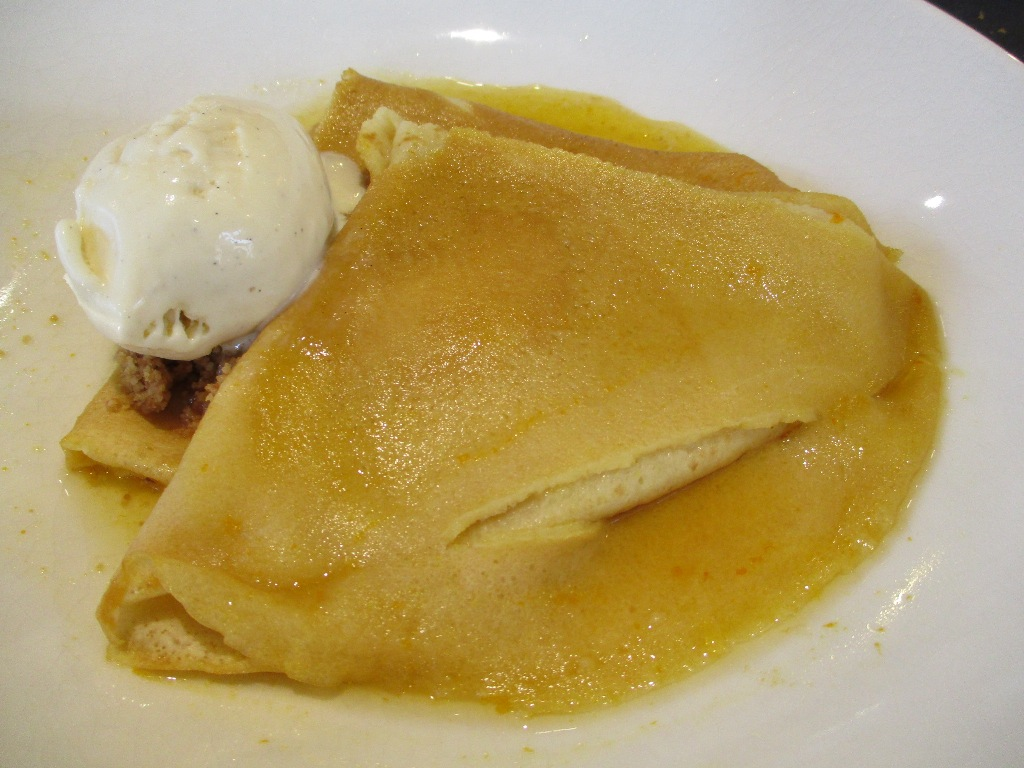
Crêpe Suzette à la vanille
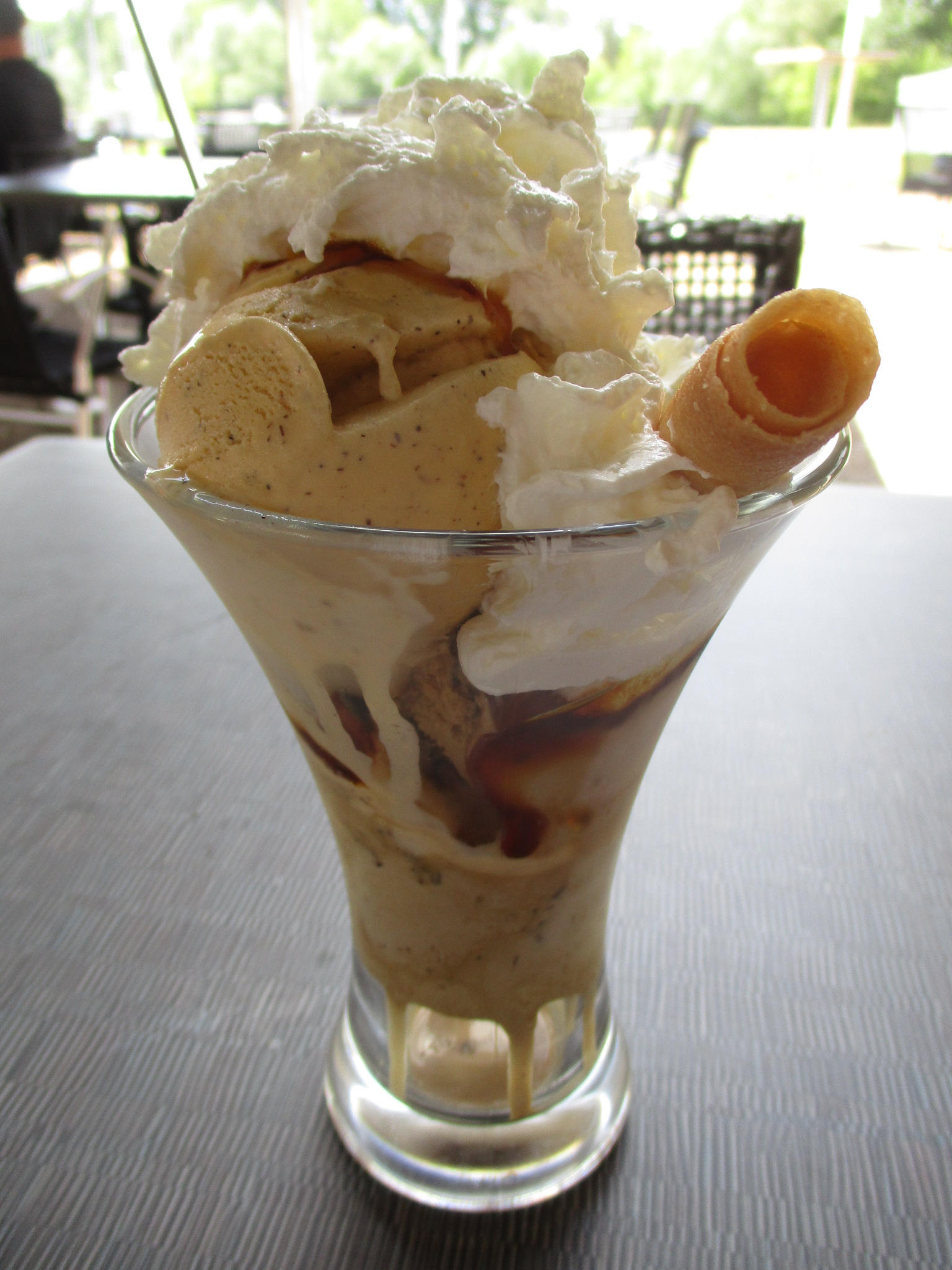
Café liégeois
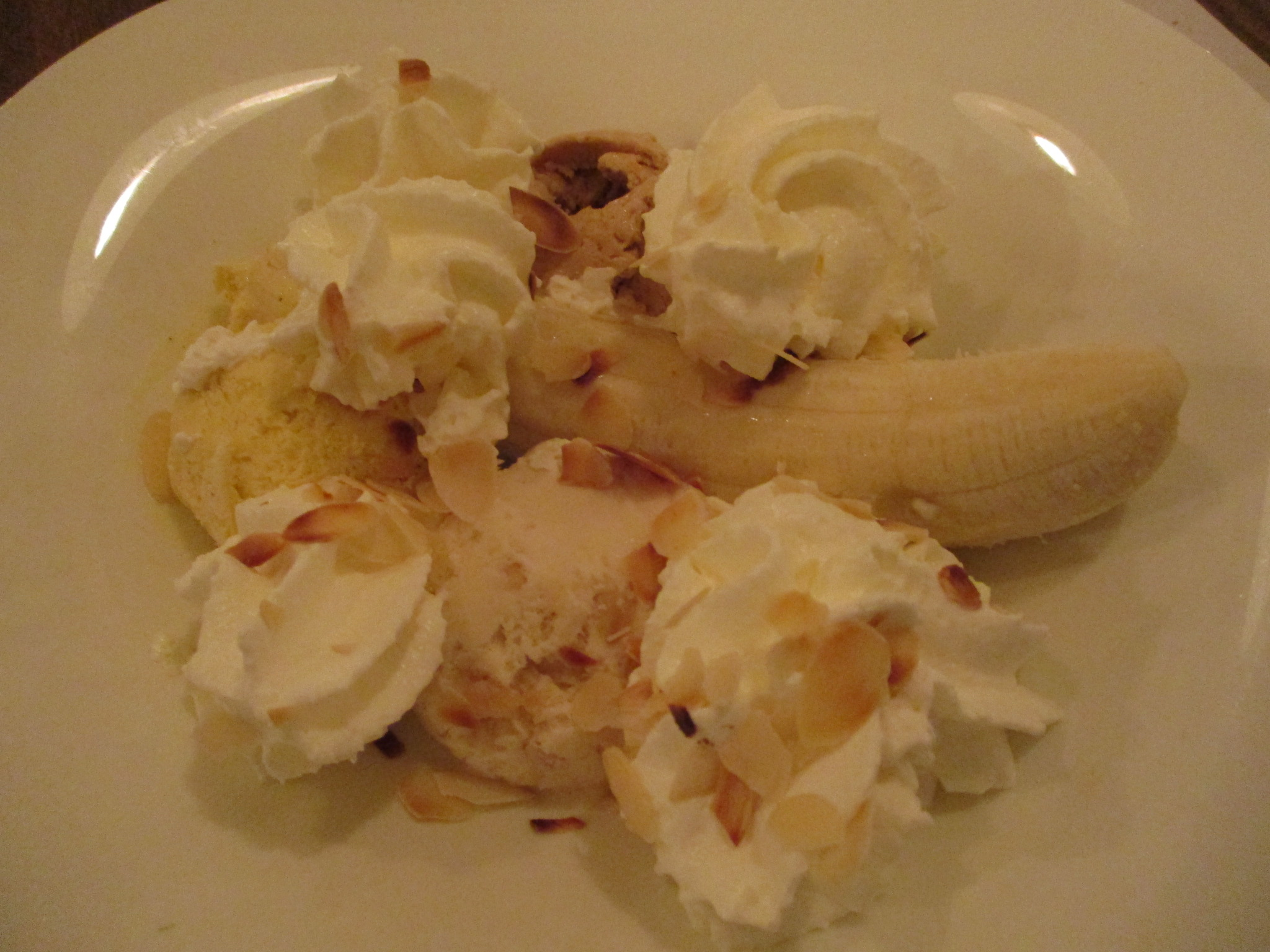
Avec banane, amande grillée, et crème chantilly
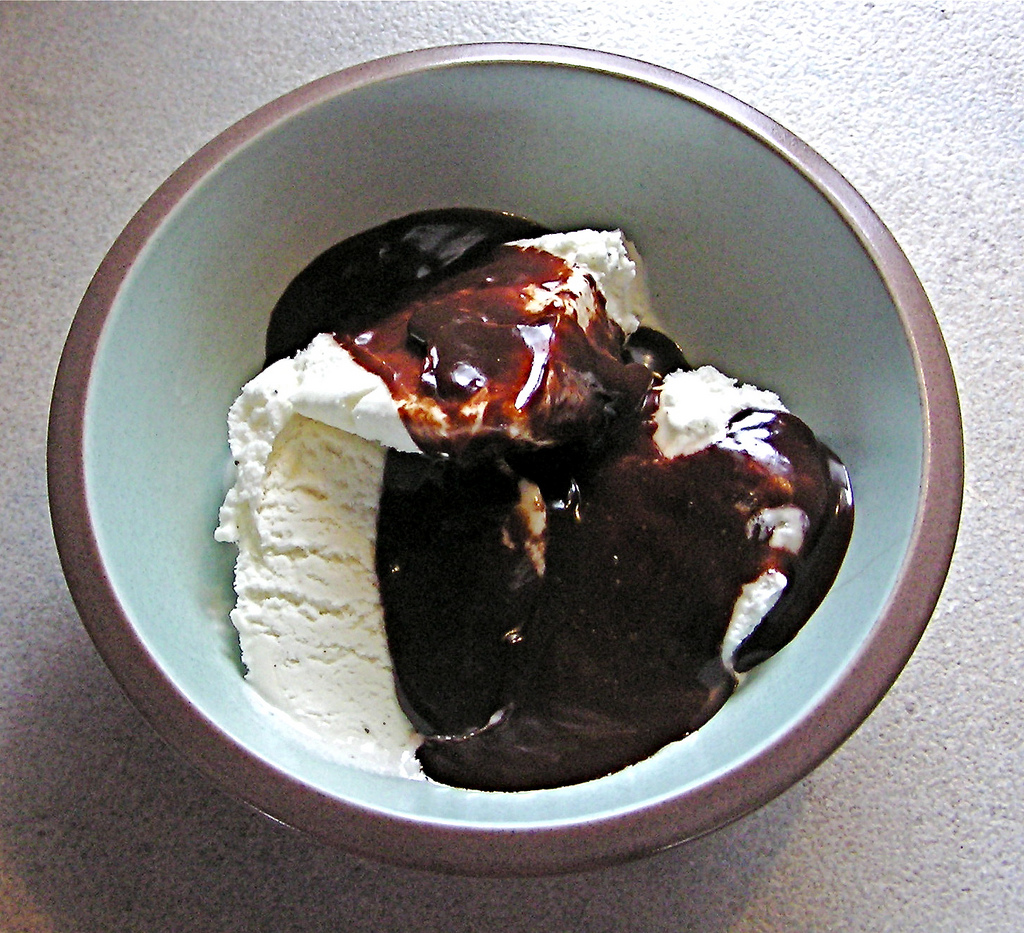
Dame blanche
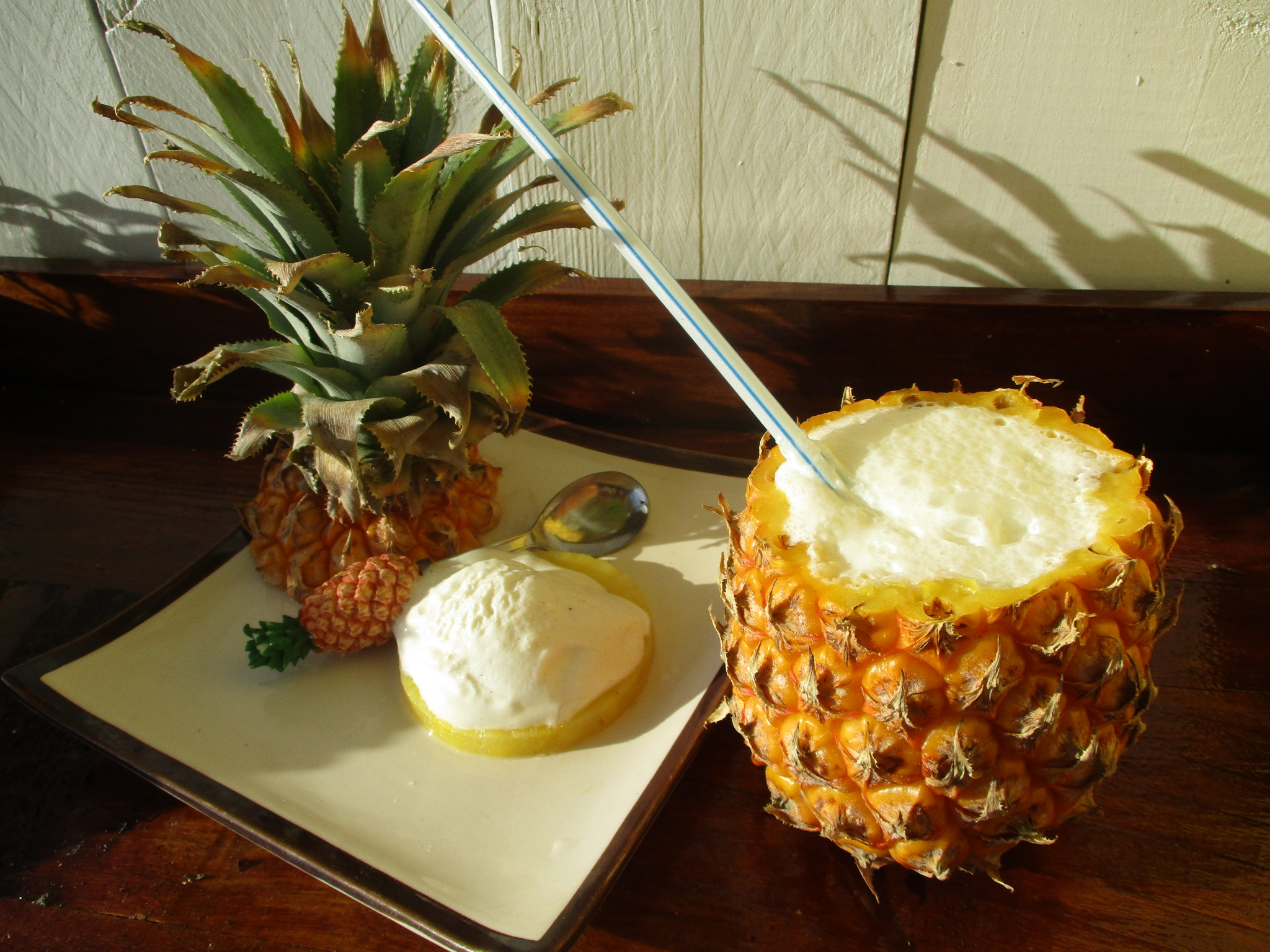
Avec ananas et piña colada